# Napodytes
Napodytes is een geslacht van kevers uit de familie  waterroofkevers (Dytiscidae).
Het geslacht is voor het eerst wetenschappelijk beschreven in 1981 door Steiner.

## Soorten
Het geslacht omvat de volgende soort:
- Napodytes boki Steiner, 1981